# Ptolemaios (Gnostiker)
Ptolemaios (auch in der Schreibweise Ptolemäus) (möglicherweise von der zweiten Hälfte des 2. Jahrhunderts bis Anfang des 3. Jahrhunderts) war ein Schüler des christlich-gnostischen Lehrers Valentinus und mit Herakleon der Hauptvertreter der italienischen oder westlichen Schule der valentinianischen Gnosis. Während u. a. Theodotos die östliche Schule vertrat.
Irenäus von Lyon teilt mit, dass er viel von seinem Wissen über die Gnostiker von Schülern des Ptolemaios habe.

## Leben
Über Ptolemaios’ Leben ist sehr wenig bekannt. Nach Irenäus war er ein Schüler des Valentinus und zur Zeit der Niederschrift von Adversus haereses (um 180) noch am Leben. Er war in Rom, Italien und Südfrankreich tätig.
Adolf von Harnack identifizierte den Gnostiker Ptolemaios mit einem gleichnamigen Märtyrer, den Justin der Märtyrer erwähnt. Dieser Märtyrer Ptolemaios starb um 152 in Rom.

## Werke
Das einzige erhaltene Werk des Ptolemaios ist ein Brief an seine ansonsten unbekannte Schülerin Flora, in dem Ptolemaios den Ursprung des Gesetzes des Alten Testaments behandelt. Er ist bei Epiphanius von Salamis (Adversus haereses 33,3-7) überliefert.

## Lehre
Informationen über Ptolemaios’ Lehre bietet Irenäus von Lyon.
Nach Ptolemaios’ Meinung kann der Dekalog weder auf den höchsten Gott noch auf den Teufel zurückgeführt werden, die Gesetze kommen nicht von einem einzelnen Gott. Ein Teil davon ist allerdings das Werk eines tieferen Gottes. Ein anderer Teil stammt von Moses und ein dritter von den Ältesten des jüdischen Volkes. Ptolemaios teilt den Dekalog in drei Teile ein: Die Erfüllung durch den Erlöser, die Mischung von Recht mit dem Bösen und den Bereich, der auf die höhere Welt hinweist.
In seinem System der Entstehung der Welt beschreibt Ptolemaios ein extensives System von Äonen, die von einer spirituellen Kraft ausgegangen sind. Dreißig dieser Äonen bilden die höhere Welt, das Pleroma.
Allen Valentianern ist gemeinsam, dass sie eine ‚himmlische Welt‘, das Pleroma, beschreiben, welches aus dreißig Äönen, Welten, bestünde. Diese Äonen sind paarweise geordnet und werden nicht als Abstrakta verwendet, sondern stellen Hypostasen oder Personifikationen einzelner Eigenschaften der ihnen zugrundegelegten Göttlichkeit dar. Vom letzten dieser Äonen, der Sophia, ginge die Erschaffung der Welt aus. Die Entstehung der Materie und der Welt wird als Folge des Irrtums, nicht des Bösen und der Sünde, bewertet.
Ptolemaios kommentierte den Prolog des Johannesevangeliums. Dieses System wird zur Basis einer biblischen Exegese, die im Prolog des Johannesevangeliums die ersten acht Äonen entdeckt.